# 마리안 호사
마리안 호사(슬로바키아어: Marián Hossa, 1979년 1월 12일~)는 슬로바키아의 은퇴한 아이스하키 선수로 포지션은 라이트윙이다. 1997년 NHL 드래프트에서 전체 순위 12위로 오타와 세너터스의 지명을 받았으며, 오타와 소속으로 내셔널 하키 리그(NHL) 선수 경력을 시작했다. 그는 오타와 소속으로 7시즌을 활동했고, 이후에 애틀랜타 스래셔스, 피츠버그 펭귄스, 디트로이트 레드윙스, 시카고 블랙호크스에서 뛰었다. 그는 NHL 올스타전에 총 5번 참가했고, 3개 팀 소속으로 3번 연속으로 스탠리 컵 결승전에 진출하여 2009-10 시즌에 시카고 소속으로 스탠리 컵 우승을 차지했다.  이후에 2012-13 시즌과 2014-15 시즌에서 시카고 소속으로 스탠리컵 우승을 추가했다. 그는 NHL 19년 경력에서 1309번의 정규 시즌 경기에 출전하여 1134포인트를 득점했으며, 그 중 골은 525골, 어시스트는 609개를 기록했다. 그는 NHL 역사상 44번째로 500골을 넣은 선수이며, 80번째로 1000포인트 이상 득점한 선수이다.